# Unbreakable (låt av Sinplus)
Unbreakable är en musiksingel från den schweiziska gruppen Sinplus. Det är den första singeln från deras debutalbum Disinformation. Låten är skriven av gruppmedlemmarna Gabriel och Ivan Broggini själva. Singeln släpptes den 1 oktober 2011. Låten debuterade på den schweiziska singellistan den 25 december 2011 på plats 34 men återvände inte veckan efter. I samband med låtens deltagande i ESC 2012 återvände låten till listan och nådde plats 24. Den officiella musikvideon släpptes den 19 mars 2012. Den 6 april släpptes en ny version av singeln på Itunes för digital nedladdning inför Eurovision.
Låten representerade Schweiz vid Eurovision Song Contest 2012 i Baku i Azerbajdzjan efter att Sinplus vunnit med den i Schweiz nationella uttagningsfinal den 10 december 2011. De framförde låten i den första semifinalen den 22 maj 2012. Där hade bidraget startnummer 7. Det tog sig dock inte vidare till finalen.

## Versioner
1. "Unbreakable" – 3:00[9]
2. "Unbreakable" (Karaokeversion) – 3:00[10]

## Listplaceringar
| Lista (2011-2012) | Topplacering |
| ----------------- | ------------ |
| Schweiz           | 24           |